# Ligne 15 du tramway de Genève
Pour les articles homonymes, voir Ligne 15.
La ligne 15 du tramway de Genève est une ligne diamétrale exploitée par les Transports publics genevois (TPG). Elle dessert, via la gare de Lancy-Pont-Rouge, plusieurs quartiers de Genève et les communes de Carouge, de Lancy et de Plan-les-Ouates. Les terminus sont aux arrêts Genève, Nations et Plan-les-Ouates, ZIPLO.

## Histoire

### Les précédentes lignes 15
La ligne 15 de l'ancien réseau de tramway reliait le quai de la Poste à Bernex et Chancy, elle fut mise en service le 8 décembre 1890 puis fusionne le 23 mai 1954 avec la ligne 2. L'indice est réutilisé entre 1971 et 1974 par une navette desservant l'hôpital cantonal, supprimée faute de fréquentation, puis à partir de 1986 par renumérotation ligne d'autobus X, qui est supprimée le 27 mai 1995, remplacée par les lignes 9 et 29.

### La ligne 15 actuelle
La nouvelle ligne 15 est mise en service entre Nations et Pont-Rouge le 15 décembre 2004 lors de la mise en service du tronçon entre la plaine de Plainpalais et la gare de Lancy-Pont-Rouge ouverte deux ans plus tôt. La ligne a été prolongée une première fois, le 21 mai 2006 jusqu'aux Palettes. Puis, elle a été prolongée une seconde fois , le 10 décembre 2023, jusqu'à ZIPLO.

## Tracé et stations
La ligne est longue de 9,291 km. La ligne alterne tronçons totalement ou partiellement en site propre (sur le boulevard Georges-Favon et le pont de la Coulouvrenière, ainsi que sur une partie de la rue de Lausanne : dans la circulation générale vers les Palettes, en site propre dans l'autre sens) et quelques rares tronçons mélangés avec la circulation générale, aux endroits les plus étroits.
La ligne dessert de nombreux équipements ou lieux importants au départ de Plan-les-Ouates (ZIPLO), Lancy (Cimetière du Grand-Lancy, Mairie), la ligne traverse ensuite Carouge (Les Acacias) puis entre dans Genève (Les Acacias, Parc des Acacias, l'Université de Genève - Campus Uni-Mail, la plaine de Plainpalais, l'église du Sacré-Cœur, Parc Saint-Jean, Temple de Saint-Gervais, Basilique Notre-Dame, la gare de Genève-Cornavin, le parc Mon Repos, le collège Sismondi, le siège du Haut Commissariat des Nations unies pour les réfugiés, le quartier des Nations et le Palais des Nations).

### Tracé
La ligne naît, chemin du Tourbillon, à la zone industrielle de Plan-les-Ouates (ZIPLO). Elle traverse le quartier des Cherpines via la route de la Galaise et longe ensuite la route de Base et l'avenue du Curé-Baud. Elle emprunte le chemin des Palettes et rejoint la ligne 18 par l'avenue des Communes-Réunies à Lancy qu'elle longe vers le nord puis bifurque à droite pour prendre la route du Grand-Lancy. À partir de la gare de Lancy-Pont-Rouge, la ligne est en tronc commun avec la ligne 17. Elle continue route des Acacias, située à cheval entre Carouge et Genève puis uniquement dans cette dernière. Elle traverse l'Arve par le pont des Acacias puis emprunte le boulevard du Pont-d'Arve puis longe la plaine de Plainpalais par l'est via l'avenue Henri-Dunant puis se sépare de la ligne 17 et bifurque par le boulevard Georges-Favon qui la conduit au pont de la Coulouvrenière qui franchit le Rhône. Les deux voies se séparent, en direction de Nations elle passe rue des Terreaux-du-Temple tandis qu'elle passe dans l'autre sens par le boulevard James-Fazy pour se rejoindre place de Cornavin, entre la basilique Notre-Dame, où elle rejoint les lignes 14 et 18, et la gare de Genève-Cornavin. La ligne remonte ensuite la rue de Lausanne puis bifurque à gauche au niveau du parc Mon Repos sur l'avenue de France, passe sous les voies ferrées et rejoint son terminus de la place des Nations, au sud du palais des Nations.

### Liste des stations
La liste ci-dessous présente les stations et zones tarifaires selon la situation en vigueur au 18 août 2025.
|   |   |   | Station                        | Coordonnées                 | Zone | Communes        | Correspondances                                                      |
| - | - | - | ------------------------------ | --------------------------- | ---- | --------------- | -------------------------------------------------------------------- |
|   | ■ |   | Plan-les-Ouates, ZIPLO         | 46° 10′ 00″ N, 6° 06′ 12″ E | 10   | Plan-les-Ouates | Bus • Transport à la demande Champagne                               |
|   | • |   | Plan-les-Ouates, Le Rolliet    | 46° 10′ 17″ N, 6° 06′ 30″ E | 10   | Plan-les-Ouates | Bus                                                                  |
|   | • |   | Grand-Lancy, Curé-Baud         | 46° 10′ 30″ N, 6° 06′ 58″ E | 10   | Lancy           |                                                                      |
|   | • |   | Grand-Lancy, Palettes          | 46° 10′ 26″ N, 6° 07′ 46″ E | 10   | Lancy           | Tramway • Bus                                                        |
|   | • |   | Grand-Lancy, Lancy Piscine     | 46° 10′ 45″ N, 6° 07′ 18″ E | 10   | Lancy           | Bus                                                                  |
|   | • |   | Grand-Lancy, Place du 1er-Août | 46° 10′ 55″ N, 6° 07′ 15″ E | 10   | Lancy           | Bus                                                                  |
|   | • |   | Grand-Lancy, Mairie de Lancy   | 46° 11′ 03″ N, 6° 07′ 19″ E | 10   | Lancy           | Bus                                                                  |
|   | • |   | Lancy-Pont-Rouge, gare/Étoile  | 46° 11′ 15″ N, 6° 07′ 38″ E | 10   | Lancy           | • CFF • Léman Express • Tramway • Bus • Cars Région Haute-Savoie 272 |
|   | • |   | Carouge, Pictet-Thellusson     | 46° 11′ 20″ N, 6° 07′ 51″ E | 10   | Carouge         | Tramway                                                              |
|   | • |   | Genève, Industrielle           | 46° 11′ 25″ N, 6° 08′ 02″ E | 10   | Genève          | Tramway                                                              |
|   | • |   | Genève, Acacias                | 46° 11′ 34″ N, 6° 08′ 18″ E | 10   | Genève          | Tramway                                                              |
|   | • |   | Genève, Uni-Mail               | 46° 11′ 41″ N, 6° 08′ 28″ E | 10   | Genève          | Tramway • Bus                                                        |
|   | • |   | Genève, Plainpalais            | 46° 11′ 52″ N, 6° 08′ 35″ E | 10   | Genève          | Tramway • Bus                                                        |
|   | • |   | Genève, Cirque                 | 46° 12′ 02″ N, 6° 08′ 27″ E | 10   | Genève          | Trolleybus • Bus                                                     |
|   | • |   | Genève, Stand                  | 46° 12′ 14″ N, 6° 08′ 24″ E | 10   | Genève          | Tramway • Bus                                                        |
| • |   | ↑ | Genève, Goulart                | 46° 12′ 25″ N, 6° 08′ 26″ E | 10   | Genève          | Bus                                                                  |
| ↓ |   | • | Genève, Mercier                | 46° 12′ 27″ N, 6° 08′ 23″ E | 10   | Genève          | Trolleybus • Bus                                                     |
|   | • |   | Genève, gare Cornavin          | 46° 12′ 37″ N, 6° 08′ 36″ E | 10   | Genève          | • CFF • Léman Express • Tramway • Trolleybus • Bus                   |
|   | • |   | Genève, Môle                   | 46° 12′ 48″ N, 6° 08′ 44″ E | 10   | Genève          |                                                                      |
|   | • |   | Genève, Butini                 | 46° 13′ 01″ N, 6° 08′ 52″ E | 10   | Genève          |                                                                      |
|   | • |   | Genève, Maison de la Paix      | 46° 13′ 12″ N, 6° 08′ 44″ E | 10   | Genève          | • Accès à distance à la gare de Genève-Sécheron                      |
|   | ■ |   | Genève, Nations                | 46° 13′ 16″ N, 6° 08′ 29″ E | 10   | Genève          | Bus                                                                  |

Les stations en gras servent de départ ou de terminus à certaines missions.

## Exploitation de la ligne

### Amplitude horaire
La ligne fonctionne de 4 h 45 à 0 h 40 du lundi au jeudi, le vendredi son service est prolongé jusqu'à 2 h 15 du matin, le samedi de 4 h 45 à 2 h 15 du matin et les dimanches et jours fériés de 4 h 45 à 0 h 40 environ. Les tramways relient les Plan-les-Ouates, ZIPLO à Genève, Nations en 37 minutes en moyenne, avec une vitesse commerciale de 15,16 km/h. Les horaires étendus les vendredis et samedis soir se font dans le cadre de la complémentarité avec le service nocturne.
Le dépôt se situant dans le prolongement du terminus des Palettes, via l'usage des voies de la ligne 18, il n'y a donc aucun service partiel sur cette ligne.

### Matériel roulant

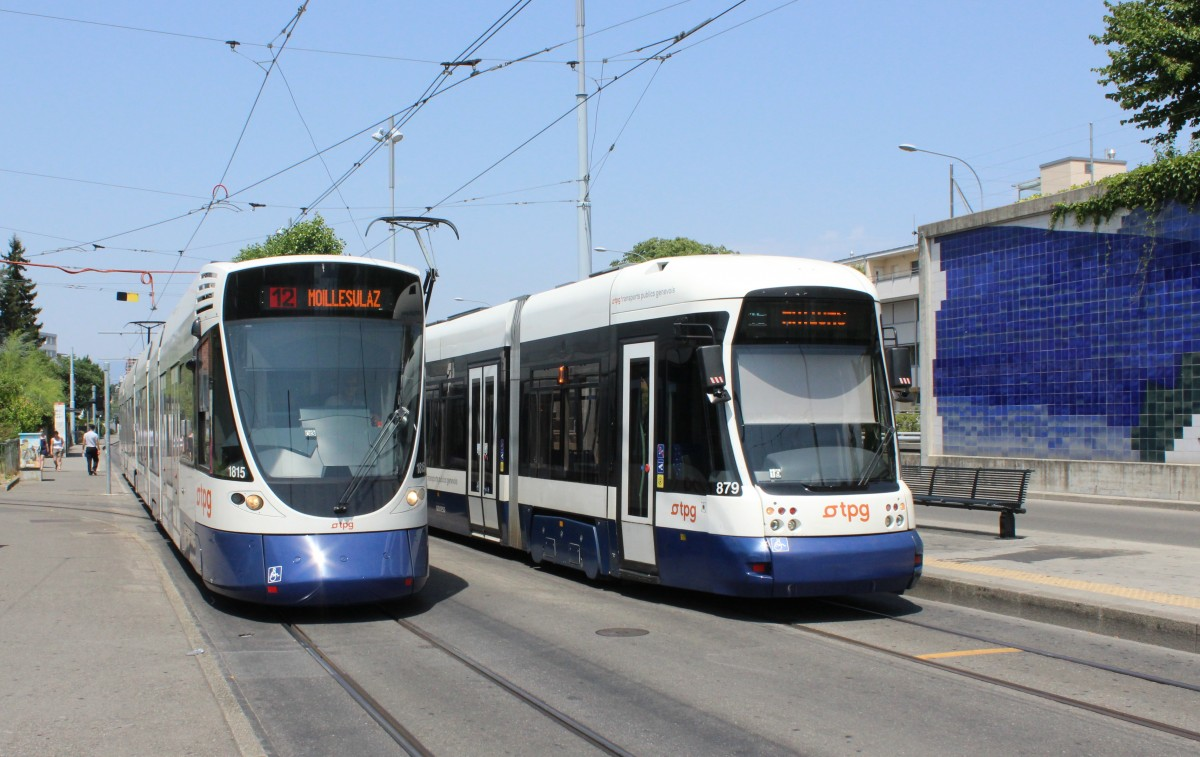
Stadler Tango (à gauche) et Bombardier Cityrunner (à droite).

La ligne est exploitée à l'aide des deux matériels bidirectionnels du réseau, à savoir les Bombardier Cityrunner et les Stadler Tango. L'absence de boucle de retournement au terminus de Plan-les-Ouates, ZIPLO interdit l'usage de matériel unidirectionnel sur la ligne.

### Tarification
La ligne est située en intégralité dans la zone 10 de la communauté tarifaire Unireso.

### Trafic
En 2024, la ligne a assuré 20,250 millions de voyages, en faisant la troisième ligne la plus fréquentée du réseau TPG, tous modes confondus.

## Extensions
Deux projets de prolongement de la ligne, à ses deux extrémités, sont à l'étude.

### Vers Saint-Julien-en-Genevois
Au sud la ligne sera étendue sur 6 km dont 1,5 km en France et dix stations (plus une 11e, optionnelle, à la douane de Perly) des Palettes jusqu'à la gare de Saint-Julien-en-Genevois (France) par le nouveau quartier des Cherpines-Charrotons, la zone industrielle de Plan-les-Ouates et la douane de Perly. Le trajet, envisagé depuis 2003 et fixé en 2013, a été soumis à enquête publique en France en juin et juillet 2015 et a été intégré côté suisse à la concession ferroviaire des TPG par décision du Conseil fédéral le 2 décembre 2016. Le chantier, estimé à plus de 210 millions de francs pour la partie suisse et à 24,4 millions d'euros pour la partie française, doit débuter au plus tard le 31 décembre 2022 et se terminer le 31 décembre 2026 et a été phasé : la première serait commencée début 2020 et livrée fin 2021 jusqu'à un terminus provisoire au pont avec l'autoroute A1 puis la seconde phase jusqu'en France serait livrée fin 2023, avec un début des travaux en 2019 puis reporté en 2021, qui incluent la déviation routière de Perly-Certoux et le franchissement autoroutier,,. Les premiers travaux préparatoires ont eu lieu en 2014 avec la démolition d'un des bâtiments de la douane de Perly.
Cette extension est l'objet de critiques, en particulier au niveau de la boucle des Palettes qui sera agrandie et reconstruite, les plans d'urbanismes prévoyant d'y construire des immeubles en son sein, choix critiqué par des riverains et des urbanistes. En novembre 2017, le canton s'engage à desservir le quartier des Cherpines au plus tard en 2021, date de la livraison des premiers logements. En octobre 2019, les communes de Plan-les-Ouates et Lancy ont passé des conventions afin de retirer leurs oppositions à l'extension de la ligne vers les Cherpines; pour la seconde phase, le traitement des autres oppositions débute en novembre 2018 et la construction de cette phase débutera avant la mise en service de la première phase. L'objectif est alors de lancer le chantier au printemps 2020 après avoir obtenu la procédure d'autorisation des plans,.

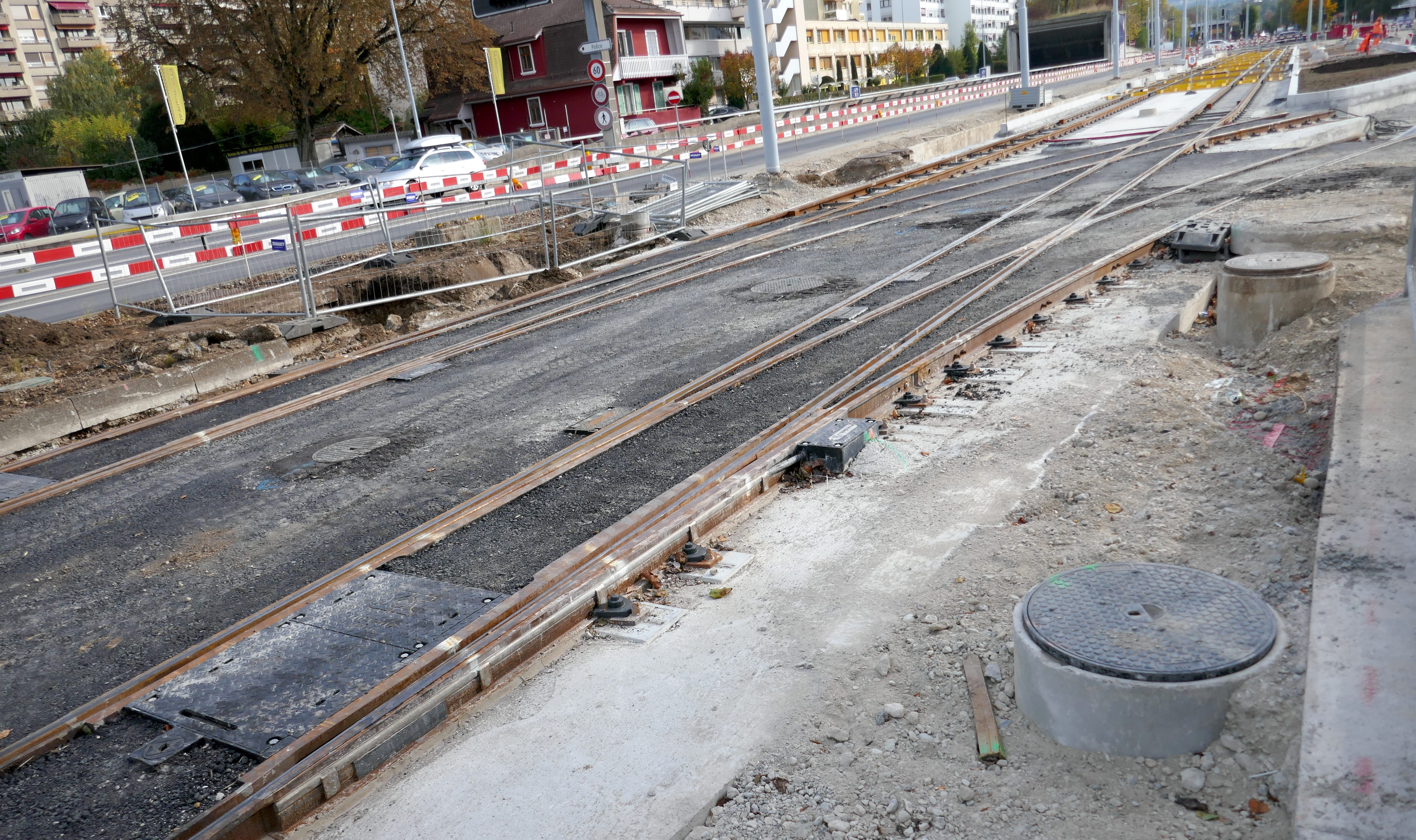
Nouvelles aiguilles aux Palettes, octobre 2021.

Fin novembre 2018, la controversée nouvelle boucle des Palettes est en passe d'être abandonnée au profit d'un terminus plus simple, utilisant moins de surface au sol et sans boucle — qui provoquerait la limitation de la ligne 12 à tous les services au Bachet-de-Pesay et au prolongement de la ligne 18 aux Palettes —, composé de quatre voies plus une voie de garage ainsi que d'une section permettant aux tramway de passer des voies du prolongement de la ligne 15 à celles de la ligne 18 pour les rames sortant ou rentrant au dépôt. Cette nouvelle configuration, qui provoquerait une légère baisse de fréquence sur le tronçon Bachet-Palettes, devrait être mieux acceptée par la population,.
Le dernier recours, côté suisse, a été retiré par le requérant début décembre 2020 et le tribunal administratif fédéral a ainsi pu radier l'affaire avec effet au 11 décembre 2020, ce qui permet de rendre valide l'autorisation de construire et donc au chantier de débuter au printemps 2021. Une trentaine de mois de travaux seront nécessaires, le tronçon jusqu'à la ZIPLO est mis en service le 10 décembre 2023. En revanche, le prolongement jusqu'à Saint-Julien n'avance pas. 17 personnes ont déposé un recours, ce qui ralentit considérablement le début des travaux. Initialement prévu en 2024, le début du chantier est repoussé à 2025 au minimum, en attendant une décision du Tribunal administratif fédéral.
|  |   |  | Station                             | Coordonnées                 | Zone | Communes                 | Correspondances          | Ouverture    |
|  | - |  | ----------------------------------- | --------------------------- | ---- | ------------------------ | ------------------------ | ------------ |
|  | • |  | Plan-les-Ouates, ZIPLO              | 46° 10′ 00″ N, 6° 06′ 12″ E | 10   | Plan-les-Ouates          |                          |              |
|  | • |  | Perly, En Louche                    | 46° 09′ 32″ N, 6° 05′ 56″ E | 10   | Perly-Certoux            |                          | Horizon 2029 |
|  | • |  | Perly, Ravières                     | 46° 09′ 18″ N, 6° 05′ 40″ E | 10   | Perly-Certoux            |                          | Horizon 2029 |
|  | • |  | Perly, douane                       | 46° 09′ 03″ N, 6° 05′ 21″ E | 10   | Perly-Certoux            |                          | Horizon 2029 |
|  | • |  | Saint-Julien-en-Genevois, Mössingen | 46° 08′ 52″ N, 6° 05′ 08″ E | 230  | Saint-Julien-en-Genevois |                          | Horizon 2029 |
|  | • |  | Saint-Julien-en-Genevois, centre    | 46° 08′ 39″ N, 6° 04′ 56″ E | 230  | Saint-Julien-en-Genevois |                          | Horizon 2029 |
|  | ■ |  | Saint-Julien-en-Genevois, SNCF      | 46° 08′ 34″ N, 6° 05′ 07″ E | 230  | Saint-Julien-en-Genevois | TER Auvergne-Rhône-Alpes | Horizon 2029 |

### Vers Le Grand-Saconnex et Ferney-Voltaire
Cette extension sera finalement réalisée à l'horizon 2027 par la remise en service de la ligne 13 sur le trajet Bernex, Vailly - Onex, Bandol - Cornavin - Nations - Grand-Saconnex, P+R - Ferney-Voltaire,.